# Neoceratias spinifer
Neoceratias spinifer ist eine Art der Tiefsee-Anglerfische (Ceratioidei), die in tropischen und subtropischen Regionen im Atlantik, Pazifik und im Indischen Ozean bis in Tiefen von 1200 Metern lebt. Sie ist die einzige Art der Gattung Neoceratias und der Familie Neoceratiidae. Über die Lebensweise der Fische ist nichts bekannt.

## Merkmale

### Weibchen
Neoceratias spinifer weicht in einer Reihe von Merkmalen von den anderen Tiefsee-Anglerfischen ab. So hat er als einzige Art keine „Angel“ (Illicium). Weibchen werden sechs bis zehn Zentimeter lang. Der Körper ist langgestreckt, die Körperhöhe entspricht etwa 18 bis 20 % der Standardlänge. Die Haut ist schwarz oder dunkel rotbraun. Rücken- und Afterflosse der Fische stehen einander symmetrisch gegenüber und haben eine breite Basis. Die Fische haben keine Leuchtorgane.
Flossenformel: Dorsale 11–13, Anale 10–13.
Für einen Tiefsee-Anglerfisch ist der Kopf relativ klein und erreicht 27 bis 30 % der Standardlänge. Die Augen sind klein und zurückgebildet, ihr Durchmesser liegt bei weniger als 2 % der Standardlänge. Das horizontale oder leicht oberständige Maul ist groß und reicht bis weit hinter die Augen. Die Kiefer sind außen mit zwei bis drei Reihen von langen, beweglichen Zähnen besetzt, was ihnen zu dem englischen Namen „Needlebeard Seadevils“ verhalf. Diese Zähne sind an ihrem Ende mit einem Haken versehen. Die hinteren und am weitesten außen stehenden Zähne sind die längsten und können bei einigen Exemplaren 15 % der Standardlänge erreichen. Sie wurzeln in konischen Aussparungen der Kieferränder und werden von einer kräftigen Muskulatur gehalten. Außerdem gibt es noch eine innere Reihe von kleinen, unbeweglichen Zähnen, die einen großen Abstand zueinander haben. 
Ein 74 mm langes Weibchen besaß 16 bis 17 Außenzähne und sechs kleine Innenzähne auf der Prämaxillare sowie 18 Außenzähne und zehn Innenzähne auf jeder Dentale. Auf jeder Seite des Vomer saß jeweils noch ein langer und schlanker Zahn.

### Männchen
Ausgewachsene Männchen leben als Zwergmännchen parasitisch am Weibchen festgewachsen. Freischwimmend lebende Männchen sind unbekannt. Die sieben bisher bekannten Exemplare hatten eine Länge von 11,5 bis 18 mm. Ihre Augen und das olfaktorische Organ sind degeneriert. In den Kiefern fanden sich noch einige kleine, unbewegliche Zähne. Die Haut der Männchen ist schuppenlos, heller als die der Weibchen und teilweise transparent. Die Prämaxillare der Männchen ist gut entwickelt, bei den meisten anderen Tiefsee-Anglerfischmännchen ist sie zurückgebildet. Der Magen ist zurückgebildet.
Die Flossenformel entspricht der der Weibchen.

### Larven
Die wenigen bisher gefangenen Larven von Neoceratias spinifer hatten eine Länge von 3,7 bis 12,5 mm und unterschieden sich durch ihren schlanken Körper ebenfalls von allen anderen Tiefsee-Anglerfischlarven. Ihre Körperhöhe und die Kopflänge erreichen 30 bis 40 % der Standardlänge, die Schwanzflosse nimmt 20 bis 30 % der Standardlänge ein. Größere Larven sind schlanker.
Alle Exemplare hatten ein rudimentäres Illicium auf der Schnauzenspitze über der Symphyse des Oberkiefers, wie bei den Larven der Ceratiidae. Die Brustflossen sind relativ klein und 15 bis 20 % der Standardlänge lang. Einen Geschlechtsdimorphismus zeigen die Larven noch nicht. Bauchflossen fehlen. Die Flossenformel entspricht der der ausgewachsenen Weibchen. Larven haben einen gut ausgebildeten Geruchssinn, mit dem die männlichen Larven ein Weibchen finden. Die Metamorphose beginnt mit einer Länge von 8 bis 10 mm.